# Allan Karlsson
Allan Karlsson (ur. 23 stycznia 1911 w Boden, zm. 6 kwietnia 1991) – szwedzki biegacz narciarski, brązowy medalista mistrzostw świata. W 1934 roku wystartował na mistrzostwach świata w Sollefteå. Osiągnął tam największy sukces w swojej karierze wspólnie z Larsem Jonssonem, Nilsem-Joelem Englundem i Arthurem Häggbladem zdobywając srebrny medal w sztafecie 4x10 km. Karlsson był ponadto mistrzem Szwecji w biegu na 50 km w 1939 roku. Nigdy nie startował na igrzyskach olimpijskich.

## Osiągnięcia

### Mistrzostwa świata
| Miejsce | Dzień     | Rok  | Miejscowość | Konkurencja             | Czas biegu | Strata | Zwycięzca    |
| ------- | --------- | ---- | ----------- | ----------------------- | ---------- | ------ | ------------ |
| 21.     | 22 lutego | 1934 | Sollefteå   | 18 km stylem klasycznym | 1:04:29    | +3:43  | Sulo Nurmela |
| 3.      | 25 lutego | 1934 | Sollefteå   | Sztafeta 4x10 km        | 2:40:28    | +12:39 | Finlandia    |